# Милан Милосављевић
Милан Милосављевић (Крагујевац, 12. октобра 1960) српски је позоришни, телевизијски и филмски глумац. Стални је члан Позоришта на Теразијама.

## Биографија
Милан Милосављевић рођен је у Крагујевцу, 12. октобра 1960. године. Глуму је дипломирао на Факултету драмских уметности Универзитета уметности у Београду, у класи професора Миленка Маричића, заједно са колегиницама Ољом Бећковић, Лидијом Вукићевић, Олгом Одановић и Андријаном Виденовић. По окончању студија прикључио се ансамблу Позоришта на Теразијама, где је надаље наступао као стални члан. Поред позоришних улога, Милосављевић се појавио у више телевизијских серија, где је најчешће играо епизодне улоге. Милосављевић је тако, у остварењу Синише Павића, Бела лађа, тумачио лик Прикића, члана управног одбора странке Демократске ренесансе, а његов лик се појављивао у свим циклусима те серије. Године 2010, Милосављевић је прихватио улогу Бранислава Нушића, на Нушићијади у Ивањици, те је наредних година постао заштитно лице те манифестације. Он је лик Нушића касније играо у још неким пројектима, односно изводио представе рађене по делима тог писца.
Водитељ је емисије Караван на Првом програму Радио Београда.

## Улоге

### Позоришне представе
| Наслов                   | Улога                                          | Редитељ               | Позориште                   | Премијера           |
| ------------------------ | ---------------------------------------------- | --------------------- | --------------------------- | ------------------- |
| Ивкова слава             | Милољуб                                        | Градимир Мирковић     | Књажевско-српски театар     | 25. април 1981.     |
| Пропаст царства српскога | Царски пробач хране                            | Миленко Маричић       | Атеље 212                   | 11. мај 1983.       |
| Мој дечко                | Алфонс                                         | Соја Јовановић        | Позориште на Теразијама     | 24. октобар 1984.   |
| Касица прасица           | Силвен                                         | Славенко Салетовић    | Позориште на Теразијама     | 15. мај 1985.       |
| Прича о коњу             | Теофан, Фриц                                   | Мирослав Беловић      | Позориште на Теразијама     | 17. октобар 1985.   |
| Арсеник и старе чипке    | Др Ајнштајн                                    | Петар Зец             | Позориште на Теразијама     | 17. јануар 1986.    |
| Пробуди се, Като         | Трта                                           | Предраг Динуловић     | Позориште на Теразијама     | 11. мај 1986.       |
| Позив у дворац           | Патрис Бомбел                                  | Соја Јовановић        | Позориште на Теразијама     | 6. новембар 1988.   |
| Цигани лете у небо       | Лојко Зобар (премијерно играо Раде Марјановић) | Петар Новотни         | Позориште на Теразијама     | 18. децембар 1988.  |
| Срце од рубина           | Вуко                                           | Ненад Илић            | Позориште на Теразијама     | 20. март 1989.      |
| Битка за Сењак           | Махмут Мурићи                                  | Драган Јаковљевић     | Позориште на Теразијама     | 5. септембар 1989.  |
| Три у оном стању         | Отавио                                         | Љубослав Мајера       | Позориште на Теразијама     | 13. фебруар 1992.   |
| Ивкова слава             | Јова                                           | Радослав Златан Дорић | Позориште на Теразијама     | 2. април 1993.      |
| Кабаре                   | Тромбонист                                     | Соја Јовановић        | Позориште на Теразијама     | 21. јун 1993.       |
| Виолиниста на крову      | Мочах                                          | Александар Ђорђевић   | Позориште на Теразијама     | 16. децембар 1993.  |
| Алан Форд                | Брадати пљачкаш                                | Кокан Младеновић      | Позориште на Теразијама     | 11. новембар 1994.  |
| Мир                      | Еубејац                                        | Кокан Младеновић      | Позориште на Теразијама     | 29. фебруар 1996.   |
| Хамлет                   | Први гробар                                    | Дејан Крстовић        | Позориште на Теразијама     | 23. јануар 1997.    |
| Хотел „Слободан промет”  | Бастијен                                       | Велимир Митровић      | Позориште на Теразијама     | 15. април 1999.     |
| Цигани лете у небо       | Поручник                                       | Владимир Лазић        | Позориште на Теразијама     | 17. април 2004.     |
| Хероји                   | I Сељак                                        | Славенко Салетовић    | Позориште на Теразијама     | 18. мај 2006.       |
| La strada                | Коломбајоне                                    | Славенко Салетовић    | Позориште на Теразијама     | 3. октобар 2009.    |
| Глорија                  | Тома                                           | Ива Милошевић         | Позориште на Теразијама     | 25. јул 2010.       |
| Главо луда               | Продуцент Митић                                | Никола Булатовић      | Позориште на Теразијама     | 28. септембар 2012. |
| Женидба и удадба         | Митар                                          | Владимир Лазић        | Позориште на Теразијама     | 8. новембар 2013.   |
| Бечка крв                | Гроф Битовски                                  | Војислав Солдатовић   | Опера и театар Мадленијанум | 5. октобар 2014.    |
| Мистер Долар             | Риста Топчагић                                 | Владимир Лазић        | Позориште на Теразијама     | 10. фебруар 2017.   |
| Са друге стране јастука  | Петар                                          | Југ Радивојевић       | Позориште на Теразијама     | 9. октобар 2020.    |

### Филмографија
|                   | 1980▼ | 1990▼ | 2000▼ | 2010▼ | 2020▼ | Укупно |
| ----------------- | ----- | ----- | ----- | ----- | ----- | ------ |
| Дугометражни филм | 1     | 0     | 1     | 1     | 4     | 7      |
| ТВ филм           | 0     | 1     | 1     | 1     | 0     | 3      |
| ТВ серија         | 3     | 3     | 6     | 7     | 4     | 23     |
| Кратки филм       | 0     | 0     | 0     | 0     | 0     | 0      |
| Укупно            | 4     | 4     | 8     | 9     | 8     | 33     |

| Год.       | Назив                                  | Улога                  |
| ---------- | -------------------------------------- | ---------------------- |
| 1980-е▲    |                                        |                        |
| 1982.      | Саблазан                               |                        |
| 1984.      | Не тако давно (серија)                 |                        |
| 1985.      | Ерићијада (серија)                     |                        |
| 1988.      | Вук Караџић (серија)                   |                        |
| 1990-е▲    |                                        |                        |
| 1995.      | Крај династије Обреновић (серија)      | Потпуковник Љуба Милић |
| 1994—1996. | Срећни људи (серија)                   | Рецепционер            |
| 1997.      | Наша Енглескиња (ТВ филм)              |                        |
| 1999.      | Породично благо (серија)               | Рецепционер / конобар  |
| 2000-е▲    |                                        |                        |
| 2000.      | А сад адио (ТВ филм)                   | рецепционер            |
| 2002—2003. | Наша мала редакција (серија)           | Шумадинац „Бен”        |
| 2004—2005. | Стижу долари (серија)                  | Вујковић               |
| 2006.      | Идеалне везе (серија)                  | Господин амбасадор     |
| 2006.      | Условна слобода                        |                        |
| 2007.      | Љубав, навика, паника (серија)         | Милосав                |
| 2007.      | Оно наше што некад бејаше (серија)     |                        |
| 2007—2012. | Бела лађа (серија)                     | Прикић                 |
| 2010-е▲    |                                        |                        |
| 2010.      | Куку, Васа (серија)                    |                        |
| 2014.      | Самац у браку (серија)                 |                        |
| 2014.      | Ургентни центар (серија)               | Господин Тепић         |
| 2016.      | Музика у Великом рату (ТВ филм)        |                        |
| 2016.      | Андрија и Анђелка (серија)             | Батлер                 |
| 2017.      | Santa Maria della Salute (серија)      | Намесник Јован Ристић  |
| 2019.      | Петак 13. II                           | Промотер кладионице    |
| 2019.      | Истине и лажи (серија)                 | Комшија Жуле           |
| 2019—2020. | Јунаци нашег доба (серија)             | Колаковић              |
| 2020-е▲    |                                        |                        |
| 2020.      | Тате (серија)                          | Портир                 |
| 2020.      | Неки бољи људи (серија)                | Мића Урошевић          |
| 2020.      | Борба за нову младост                  | Научник Поћорек        |
| 2021.      | Бележница професора Мишковића (серија) | Партизански пуковник   |
| 2021.      | Бићемо богати                          | Љубинко Тетребовић     |
| 2021.      | Ко је сместио Јастребу?                | Тетреб                 |
| 2022.      | Од јутра до сутра (серија)             | Мома                   |
| 2022.      | Ко је сместио Мунгосу?                 | Тетреб                 |

## Галерија
- Фотографије Позоришта на Теразијама
- Глорија
- Главо луда
- La Strada